# Hax

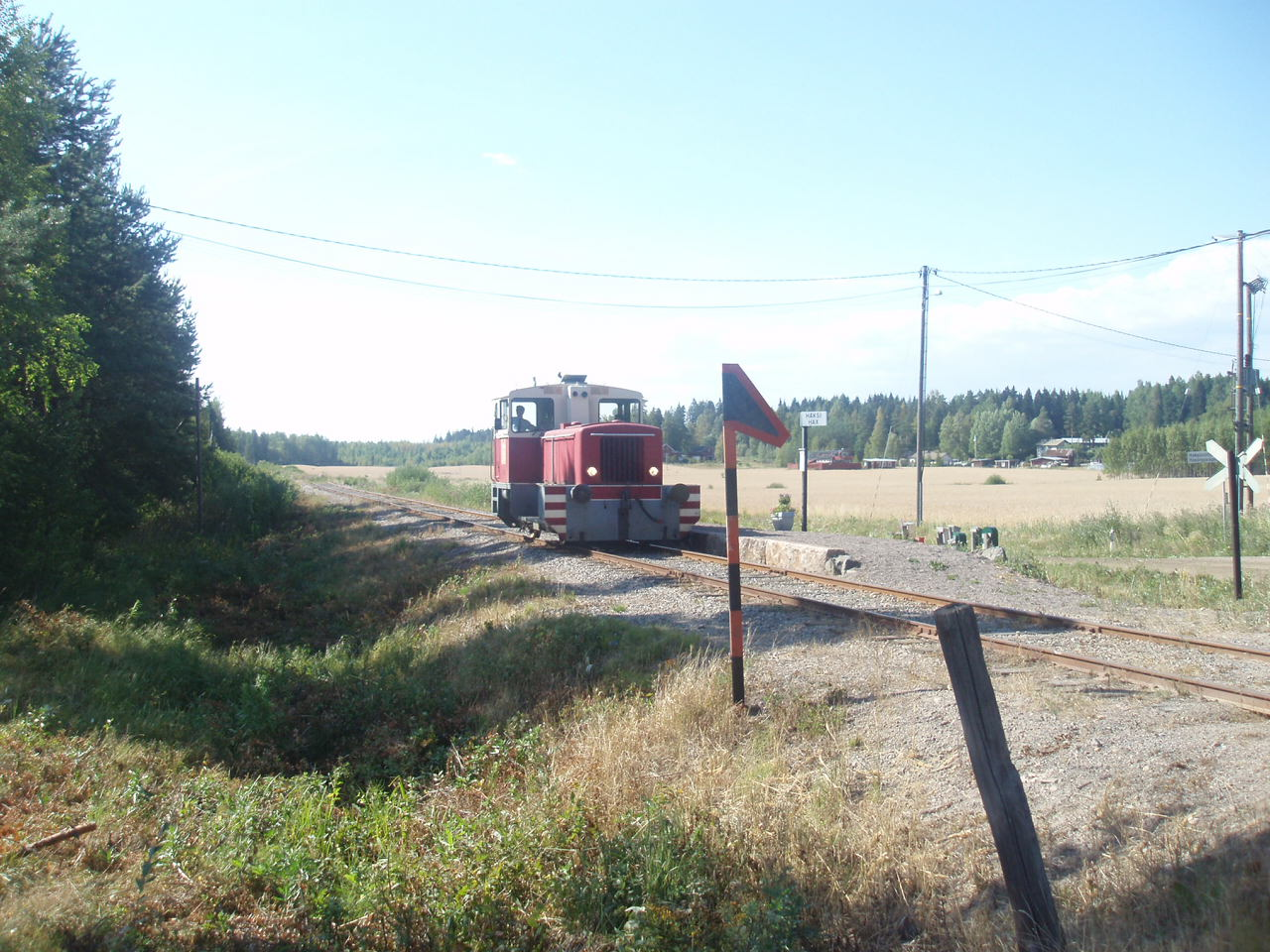
Hax

Hax (finska Haksi) är en by i den före detta kommunen Borgå landskommun, i den nuvarande staden Borgå i landskapet Östra Nyland, Södra Finlands län. Hax är även en plattform på museibanan mot Borgå, se Borgåbanan .